# Opstapje
Opstapje ist ein präventives Spiel- und Lernprogramm für Kleinkinder (kompensatorische Erziehung).
Ziel von Opstapje (niederländisch für Stufe/Aufstieg) ist es, die altersgemäße Entwicklung der Kinder zu fördern und Eltern in ihrer Aufgabe als Erziehungsperson zu stärken. So wird die Bindung zwischen Eltern und Kind gestärkt und Chancengleichheit wird gefördert.
Im Vordergrund steht die Unterstützung der Eltern bei ihren Erziehungs- und Bildungsaufgaben. Bei regelmäßig stattfindenden Hausbesuchen erhalten Mütter und Väter Anregungen für das aktive Spielen mit ihrem Kind. Das Programm ist in übersichtliche Einheiten aufgeteilt. Zu den Einheiten und für Spielsituationen erhalten die Eltern Karteikarten mit Anregungen zu Aktivitäten. In regelmäßigen Gruppentreffen tauschen, die am Programm teilnehmenden Familien, ihre Erfahrungen aus und das Gelernte wird vertieft.

## Zielgruppe
Im Ursprung wurden mit Opstapje ausschließlich Eltern angesprochen, denen es aus unterschiedlichen Gründen schwer fiel, auf die Bedürfnisse ihrer Kinder einzugehen. Es richtete sich hierbei an Eltern, die von struktureller und sozialer Benachteiligung (wie etwa relativer Armut, Arbeitslosigkeit, ungünstigen Wohnverhältnissen oder Migrationshintergrund) betroffen waren, in einer belasteten familiären Situation (zum Beispiel Konflikte, Scheidung oder Trennung, alleinerziehend) lebten oder individuellen Belastungen (zum Beispiel chronische Erkrankungen, psychischen Probleme, Isolation, niedriges Bildungsniveau) erfuhren. Das Programm richtete sich nicht an sogenannte Multi-Problem-Familien.
Dies hätte die Leistungsfähigkeit der semiprofessionellen Hausbesucher deutlich überfordert. Es ist jedoch in bestimmten Situationen möglich, auch jene Familien aufzunehmen, wenn eine gute Versorgung in den jeweiligen Problemfeldern gewährleistet ist.
Mittlerweile wurde Opstapje erweitert und angepasst. Heute richtet sich Opstapje auch an Familien, die an der Entwicklung und Erziehung ihrer Kinder interessiert sind und diese ausbauen möchten.

## Wissenschaftliche Evaluation von Opstapje
Durch Opstapje bewegten sich die teilnehmenden Kinder, von denen zu Programmbeginn fast 50 % in ihrem Entwicklungsniveau unterhalb des Durchschnitts lagen, positiv in Richtung eines altersgerechten Entwicklungsstandes. Zu Beginn des Programmes war fast die Hälfte der teilnehmenden Kinder in ihrer Intelligenzentwicklung zumindest leicht verzögert. Der größte Teil holte diesen Entwicklungsrückstand auf. Viele Opstapje-Kinder hatten Defizite in ihrer motorischen Entwicklung. Mehr als die Hälfte der Kinder konnte diese im Verlauf des Programmes verbessern und zwar umso stärker, je niedriger das Ausgangsniveau war. Viele Opstapje-Kinder wiesen anfangs Beeinträchtigungen der Verhaltensentwicklung auf. Diese besserten sich im Programmverlauf.
Es gibt jedoch auch negative Ergebnisse. Die Erfolge des Programms erwiesen sich nur vereinzelt als dauerhaft. Neun Monate nach dem Ende von Opstapje waren nur bei wenigen Kindern die beobachteten Fortschritte in der Intelligenzentwicklung, motorischen und Verhaltensentwicklung erhalten geblieben oder hatten sich gar weiter verstärkt. Dies zeigt, wie wichtig es ist, derartige Programme in der Familie fortzusetzen.
Auch für die Eltern hatte das Programm Erfolge. Sie schrieben sich etwa nach der Teilnahme am Programm deutlich verbesserte Problemlösefähigkeiten zu. Teilnehmende Mütter erlebten sich nach der Programmteilnahme als psychisch
weniger belastet und bauten mehr soziale Kontakte auf.